# Ideciu de Jos (gmina)
Ideciu de Jos – gmina w Rumunii, w okręgu Marusza. Obejmuje miejscowości Deleni, Ideciu de Jos i Ideciu de Sus. W 2011 roku liczyła 2109 mieszkańców.